# Hans Skinstad
Hans Petter Fjeld Skinstad (* 13. Juni 1946 in Nord-Odal, Norwegen) ist ein ehemaliger kanadischer Skilangläufer.
Skinstad kam bei den Nordischen Skiweltmeisterschaften 1974 in Falun auf den 52. Platz über 15 km, auf den 43. Rang über 30 km und auf den 30. Platz über 50 km. Zudem errang er dort den 13. Platz mit der Staffel. Zwei Jahre später belegte er in Innsbruck bei seiner einzigen Teilnahme an Olympischen Winterspielen den 56. Platz über 15 km, den 30. Rang über 30 km und den 22. Platz über 50 km. Außerdem erreichte er zusammen mit Bert Bullock, Ernie Lennie und Edward Day den 12. Platz in der Staffel. Letztmals international startete er bei den Nordischen Skiweltmeisterschaften 1978 in Lahti. Dort lief er auf den 51. Platz über 15 km, auf den 49. Rang über 30 km und zusammen mit Doug Gudwer, Pierre Vezina und Reino Keski-Salmi erneut auf den 13. Platz in der Staffel.